# Distrito de Ancohuallo
El distrito de Anco Huallo (en quechua: Anquwayllu, y frecuentemente alternado con la forma Anccohuayllo), es uno de los doce que conforman la provincia de Chincheros, ubicada en el departamento del Apurímac en el Sur del Perú. Su capital es la localidad de Uripa. 

## Etimología
El nombre del distrito es un homenaje al antiguo jefe chanca Anccohuayllo quien ante el peligro que representaban los Incas para su pueblo, decidió marchar sobre Cuzco, en donde lidió con gran sagacidad. 

## Historia
Ubicado estratégica-mente al borde de la carretera troncal Ayacucho - Andahuaylas; tuvo sus antecedentes en la gran cultura Chanca, y posteriormente en el Imperio Inca, quienes tras su ocupación dejaron importantes vestigios arquitectónicos y culturales. El distrito de Anccohuayllo fue creado mediante la ley N.º 14909 del 20 de febrero de 1964 con el nombre de «Ancco-Huayllo» durante el gobierno de Fernando Belaúnde Terry. En septiembre de 2015, el congresista Jhon Reynaga Soto propuso un proyecto de ley para modificar el nombre del distrito por Anccohuallo.
En la actualidad cuenta con una población de más de 15 mil habitantes y un sinnúmero de organizaciones sociales, comerciales y agrícolas.

## Geografía
El distrito de Anco Huallo con su capital Uripa, ubicado al sureste de la provincia de Chincheros, es considerado como la segunda más grande comunidad campesina a nivel nacional y la tercera potencia comercial del departamento de Apurímac, con una población que supera los 15 mil habitantes. Uripa, como es conocido por la gran mayoría está en un proceso interesante hacia la transformación. Su amplia geografía se encuentra recostada sobre su apu (montaña tutelar) Ayavi y comprende una gran extensión de bosques y espacios de sembríos continuos. Se ubica a una altitud de 3209 m s. n. m. en las faldas de la Cordillera de los Andes central. Su clima de medianamente cálido a frígido es muy propicio para la producción agrícola y ganadera.

## Ubicación
Geográficamente el distrito se ubica en el sureste de la provincia de Chincheros.
Las coordenadas de ubicación son: 
- Latitud sur : 13⁰ 31’ 51”
- Latitud oeste : 73⁰ 40’ 39”

## Límites
El distrito de Anco Huallo, limita:
- Por el Norte : con los distritos de Ongoy y Roccchacc.
- Por el Sur : con el distrito de uranmarca.
- Por el Este : Con el distrito de Ranracancha.
- Por el Oeste : Con los distritos de Chincheros y Cocharcas.

## Accesos
El distrito se halla estratégicamente ubicado sobre la Carretera Central, la cual articula los departamentos de Cuzco, Apurímac y Ayacucho.
Uripa se encuentra a 79.50 km de la ciudad de Andahuaylas, a 217.50 de la ciudad de Abancay (capital departamental), y a 181.1 km de Ayacucho. La vía que los une es una carretera afirmada en adecuadas condiciones de transitabilidad.

## Autoridades
- 2023-2026[2]
  - Alcalde: Miguel Oswado Huacre Mendez, del Partido Político Somos Perú.
  - Regidores: Walter Yupanqui Ramos, Shirley Aquise Janampa, Nelson Garcia Erazo, Maday Susan Contreras Nauto, Andres Maguiña Sicha.
- 2023-2026
  - Alcalde: Miguel Oswado Huacre Mendez.

## Festividades
El universo de costumbres y festividades del distrito es grande, siendo una de las más importantes y tal vez las de mayor originalidad la celebración del nacimiento de Cristo del 25 de diciembre de cada año. La festividad de Pascua de Resurrección es otro de los atractivos, en el que grupos de jóvenes vestidos elegantemente de colores pasean por las calles cantando y tocando sus quenas con singulares ritmos y sonidos.